# نلو کریستیانینی
نلو کریستیانینی (انگلیسی: Nello Cristianini؛ زادهٔ ۱۹۶۸ (۵۶–۵۷ سال)) دانشمند در زمینه یادگیری ماشین اهل ایتالیا است.